# Korridor ’92 hadművelet
A Korridor '92 hadművelet (szerbhorvátul: Операција Коридор 92/Operacija Koridor 92) a boszniai háborúnak a Boszniai Szerb Köztársaság Hadserege (VRS) által végrehajtott legnagyobb hadművelete volt, amelyet a Horvát Védelmi Tanács (HVO) és a Horvát Hadsereg (HV) erői ellen az észak-bosznia-hercegovinai Bosanska Posavina (Boszniai Szávamente) régióban 1992. június 24. és október 6. között hajtottak végre. Az offenzíva célja az ország nyugati részén fekvő Banja Luka városa és a boszniai szerbek által ellenőrzött terület keleti részei közötti közúti kapcsolat helyreállítása volt. Az offenzívát Derventa városának HV és HVO általi elfoglalása indította el, mely elzárta az egyetlen szárazföldi utat a VRS által ellenőrzött területek között.
A VRS sikeresen elfoglalta Derventát, és észak felé lökte a HVO-t és a HV-t, ezzel több várost elfoglalva. Az offenzíva második szakaszában a VRS elérte a Száva folyót, a horvát határt, és megsemmisítette a HV és a HVO által Bosanski Brodnál tartott hídfőt. Az offenzívában több mint 60 000 katona vett részt, és minden fél számára, különösen a HVO számára súlyos veszteségekkel járt. A Boszniai Szávamente elvesztésével kapcsolatban Horvát Nemzetvédelmi Tanács jelentéstételt rendelt el, és a vereségért a belső konfliktusokat, kettős parancsnoki láncot és a nem hatékony elhárítást okolta. A hadjárat végső kimenetele később azt a találgatást váltotta ki, hogy az a szerb és a horvát vezetők közötti politikai megegyezés eredménye volt a mindkét fél számára előnyös területcsere megteremtése érdekében, bár a Központi Hírszerző Ügynökség elemzése nem igazolta ezeket az állításokat.

## Háttér
Mivel a Vance-terv elfogadását és végrehajtásának megkezdését követően a Jugoszláv Néphadsereg (Jugoslovenska narodna armija – JNA) kivonult Horvátországból, 55 000 Bosznia-Hercegovinában született tisztjét és katonáját az új boszniai szerb hadsereghez vezényelték át, amelyet később Boszniai Szerb Köztársaság hadserege (Vojska Republike Srpske – VRS) névre kereszteltek át. Ezt az átszervezést a Bosznia-Hercegovinai Szerb Köztársaság 1992. január 9-iki kikiáltása követte, mely megelőzte a Bosznia-Hercegovina függetlenségéről szóló 1992. február 29. és március 1. között megtartott népszavazást. A függetlenségi nyilatkozatra később a boszniai szerbek a boszniai háború ürügyeként hivatkoztak. Április 4-én a JNA tüzérsége megkezdte Szarajevó ágyúzását. Ezzel egy időben a JNA és a boszniai szerb erők a Kupres-fennsíkon összecsaptak a HVO-val, és április 7-re elfoglalták Kuprest.
A JNA és a VRS Bosznia-Hercegovinában a Bosznia-Hercegovinai Köztársaság hadseregével (ARBiH) és a Horvát Védelmi Tanáccsal (HVO) állt szemben, amely a bosnyákok uralta központi kormányzatnak, illetve a boszniai horvát vezetésnek, valamint a Horvát Hadseregnek (Hrvatska vojska – HV) – amely alkalmanként támogatta a HVO hadműveleteit – volt alárendelve. Április végén a VRS 200 000 katonát, több száz harckocsit és páncélos szállító járművet (APC) és tüzérségi eszközt tudott bevetni. A HVO és a Horvát Védelmi Erők (Hrvatske obrambene snage – HOS) megközelítőleg 25 000 katonát és egy maroknyi nehézfegyvert tudott kiállítani, míg az ARBiH közel 100 000, nagyrészt felkészületlen katonával rendelkezett, akiknek kevesebb mint felének volt kézifegyvere, és gyakorlatilag nem volt nehézfegyvere. A különböző erők fegyverkezését az ENSZ 1991 szeptemberében bevezetett fegyverembargója akadályozta. 1992. május közepére, amikor azok a JNA-egységek, amelyek nem kerültek át a VRS-be, kivonultak Bosznia-Hercegovinából az újonnan létrehozott Jugoszláv Szövetségi Köztársaságba. A VRS Bosznia-Hercegovinának körülbelül 60 százalékát ellenőrizte.

## A Boszniai Szávamente helyzete

### Terület és népesség

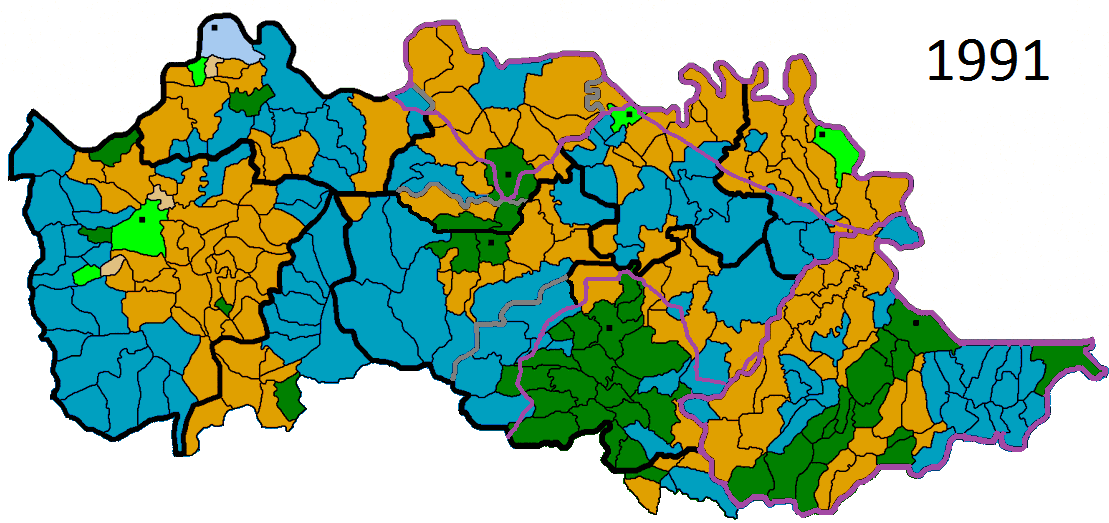
A Boszniai Szávamente etnikai megoszlása 1991-ben
horvátok
szerbek
bosnyákok

A Száva folyó medencéjében található földrajzi terület részben vagy egészben a következő15 községből állt: Zenica, Bosanska Gradiška, Srbac, Bosanski Brod, Derventa, Odžak, Modriča, Gradačac, Bosanski Šamac, Orašje, Brčko, Srebrenik, Bijeljina, Lopare, és Ugljevik. Az 1990-es évek után a „Bosanska Posavina” (Boszniai Szávamente) kifejezés szinte kizárólag a túlnyomórészt horvátok lakta területekre, Bosanski Brod, Derventa, Odžak, Modriča, Gradačac, Bosanski Šamac, Orašje és Brčko településre vonatkozott. Ezen települések területe 2289,15 négyzetkilométer volt, és 1991-ben 319 593 fő lakta őket, ebből 133 467 (41,76%) horvát, 70 907 (22,19%) bosnyák, és 88 484 (27,69%) szerb volt. A régiót a Száva folyón átívelő négy híd kötötte össze Horvátországgal.

### Politikai szervezetek
Az 1990-es parlamenti választást követően a Horvát Demokratikus Közösség (HDZ) a térség hat településén volt többségben. A régió politikai működését azonban – különösen 1991 végére – a párhuzamos hatóságokat létrehozó Szerb Demokrata Párt (SDS) akadályozta. 1991 során az SDS Bosznia-Hercegovina szerbek lakta településein hat autonóm területet (SAO) hozott létre. A novemberben Dobojban kikiáltott Észak-Boszniai Szerb Autonóm Terület 17 települést érintett, köztük Derventát, Bosanski Brodot, Odžakot, Bosanski Šamacot, Modričát, Gradačacot és Orašjét. Ezeket a SAO-kat 1992. január 9-én a Boszniai Szerb Köztársasághoz csatolták.
1991. november 12-én Bosanski Brodban megalakult a Boszniai Szávamenti Horvát Közösség, mely nyolc településre terjedt ki: Bosanski Brod, Odžak, Bosanski Šamac, Orašje, Derventa, Modriča, Gradačac és Brčko.

## Előzmények
Bosanski Brod sikeres márciusi megvédését követően a HV-csapatokkal megerősített HVO délre szorította a JNA és a VRS erőit a várostól, és május végére elfoglalta Modriča és Derventa városokat. Derventa elfoglalása egyúttal elvágta a boszniai szerbek rendelkezésére álló utolsó utat is, amely a VRS által ellenőrzött Nyugat-Boszniában, Banja Luka körül és az ország keleti részén, a Szerbiával szomszédos VRS által birtokolt területek között haladt át. Ez megakadályozta Banja Luka, valamint a Krajinai Szerb Köztársaság (RSK) és a horvát függetlenségi háború kezdeti szakasza óta a horvátországi szerbek által Horvátországban megszerzett területek nagy részének ellátását.
A közúti összeköttetés elvesztése jelentős ellátási problémákat okozott Banja Lukában és a környező térségben, és VRS ellentámadást eredményezett a térségben tartózkodó HVO és HV erők ellen. Ezzel egy időben a VRS és a JNA elfoglalta a HVO/HV előrenyomulástól keletre és délre fekvő Dobojt és Bosanski Šamacot. Júniusban a VRS 1. Krajinai hadteste előzetes hadműveleteket kezdeményezett a HVO/HV által birtokolt Derventa környéki terület ellen, megkísérelve javítani a VRS azon pozícióit, amelyek egy jelentős támadás indításához voltak szükségesek. Június 20-ra a VRS elfoglalta a Dobojtól északra fekvő Kotorsko és Johovac falvakat, és az előzetes előrenyomulás elérte fő célját.
A hadművelet közvetlen okaként tizenkét újszülött halálát jelölték meg, akik a banja lukai kórházban az inkubátoros palackos oxigén hiánya miatt hunytak el.

## A hadművelet lefolyása

### A szembenálló felek
A Korridor ’92 hadművelet elején a VRS több mint 40 000 katonát vezényelt a térségbe, és ezt az erőt az offenzíva kezdeti szakaszának végére 54 660 főre növelték. A VRS az 1. Krajina hadtestet bízta meg az offenzíva vezetésével, amelyet négy taktikai csoportba, a 16. krajnai gépesített dandárba és a Doboj hadműveleti csoportba szerveztek. A hadtest és a hadművelet parancsnoka Momir Talić tábornok volt. Az RSK csapatokkal is hozzájárult az offenzívához. A krajinai belügyminisztérium különleges egységeiből álló, 780 fős önkéntes haderő júniusban érkezett meg, és ezeket az erőket közvetlenül az RSK belügyminisztere, Milan Martić irányította.

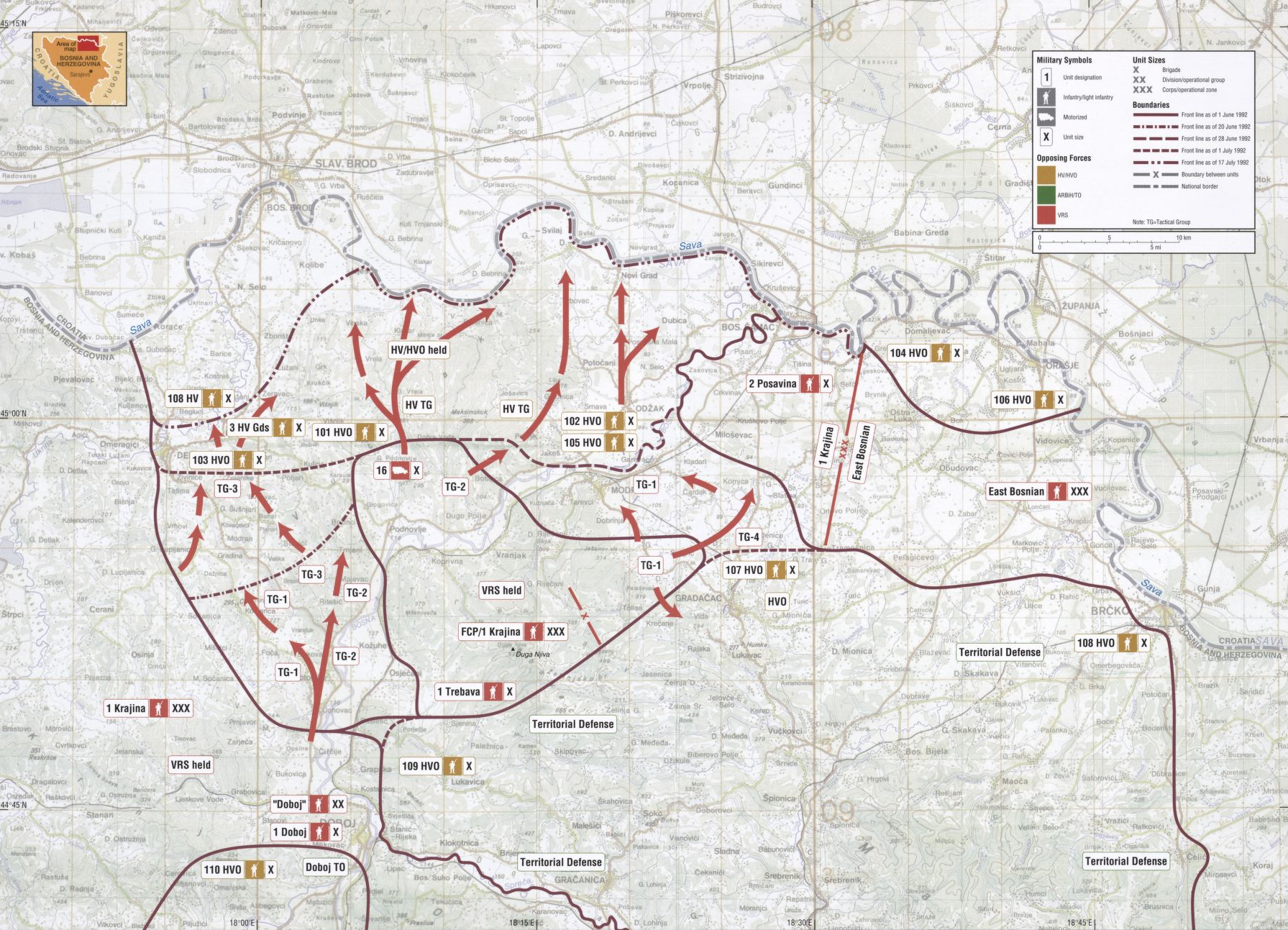
A Korridor '92 hadművelet térképe 1992 június-július

A VRS offenzíva kezdetekor a HVO és a HV körülbelül 20 000 katonával rendelkezett a régióban, de a csapatok száma októberre körülbelül 5 000 főre csökkent. Kezdetben ezeket az egységeket a Száva operatív csoportba és a Kelet-Posavina operatív csoportba szervezték. Május közepétől Kelet-Posavina hadműveleti csoportként szervezték meg őket, Vinko Štefanek ezredes parancsnoksága alatt, és a diakovári székhelyű Szlavóniai Területi Parancsnokság alárendeltségébe helyezték, amelyet Petar Stipetić vezérőrnagy vezetett. A HVO egységei közé tartozott a 101., 102., 103., 104., 105., 106., 107., 108. és 109. dandár. A csapatok nagyszámú HV-egység elemeit is tartalmazták. Ide tartozott a Bródban állomásozó 108. gyalogdandár zöme, valamint a 139. dandár és a 3. gárdadandár egy része. Alkalmanként Szlavóniából és Közép-Horvátországból is beszálltak a harcokba HV-egységek, mint a 109., 111., 123. és 127. dandár töredékei, amelyek Vinkovcében, Fiumében, Pozsegában és Verőcén állomásoztak, valamint több eszéki egység is. A Horvát Védelmi Erők (HOS) mintegy 200 tagja is ott volt a fronton, részben függetlenül, részben a 108. HV-dandár alárendeltségében. A horvát csapatok többnyire a bródi HV logisztikai bázisról szerezték be a fegyvereket. 1992. május 15-én az Egyesült Nemzetek Szervezete kiadta a 752. számú határozatot, amelyben követelte a nagymérvű feszültséget okozó egységek Bosznia-Hercegovinából való kivonását. Mivel a HV-egységek jelenlétét külföldi megfigyelők folyamatosan kifogásolták, 1992. július 7-én Gojko Šušak horvát védelmi miniszter parancsot adott ki, amely szerint Bosznia-Hercegovinába csak önkénteseket lehet bevetni.
A VRS vezetése körülbelül 25 500 katonára becsülte a szemben álló erők összerejét. Becslésükben szerepelt a HVO 110. és 111. dandárja Usorából és Žepčeből, valamint az ARBiH három dandárja Gradačacból, Maglajból és Tešanjból. Bár ezek az egységek nem vettek részt a szávamenti harcokban, a VRS erők egy részét lekötötték. A VRS a létszám mellett a fegyverzet tekintetében is előnyben volt. Míg a horvát erőknek 47 harcjárműve volt, ebből 35 harckocsi (9 db T–34-es, 22 db T–55-ös és 4 db M–84-es), addig a VRS-nek 163 harcjárművük volt, köztük három PT–76-os, 18 db T–34-es, 71 db T–55-ös és 24 db M–84-es. A VRS tüzérségi eszközökben is fölényben volt.

### Az offenzíva

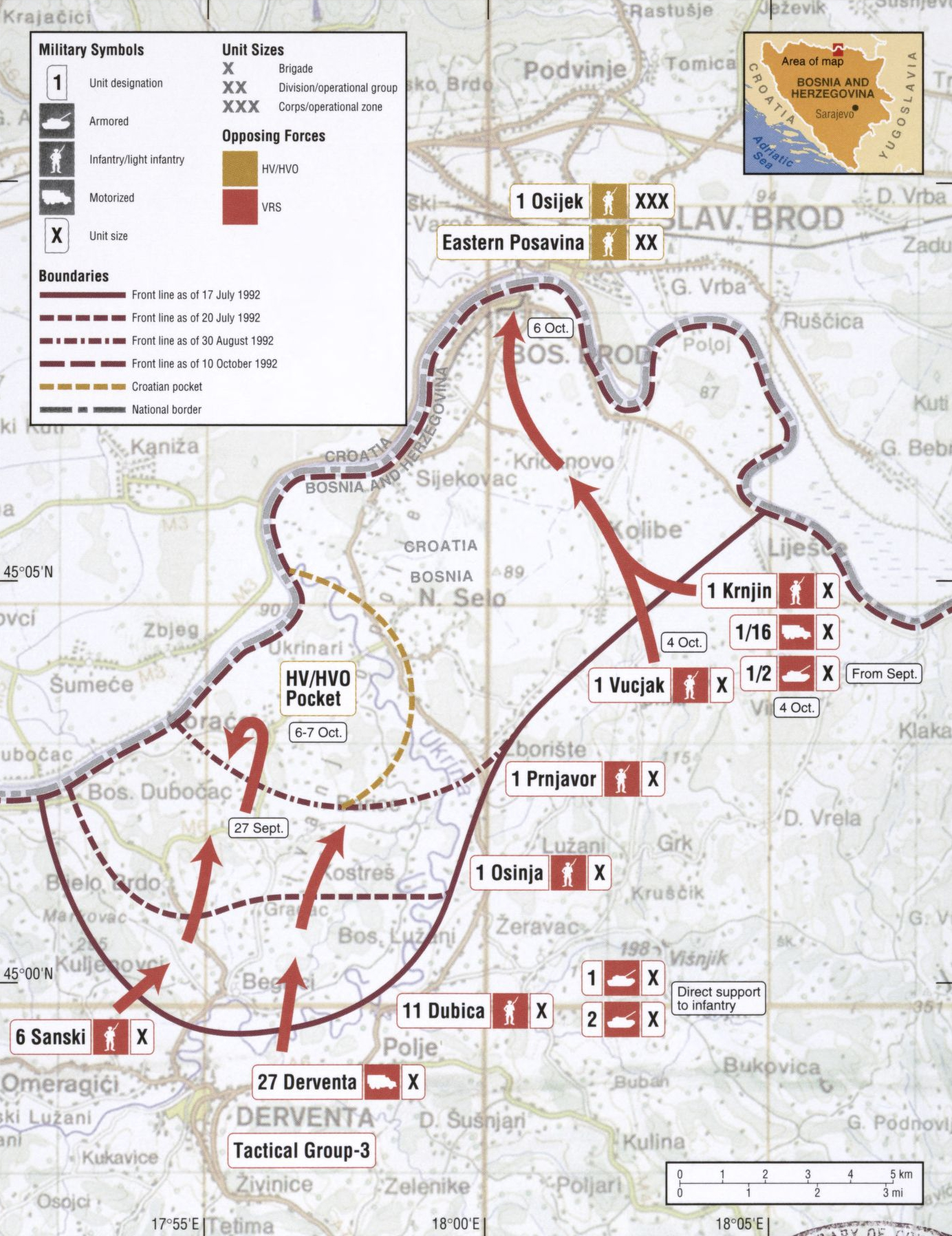
A Bosanski Brod környéki katonai műveletek 1992 július-október

A Korridor ’92 hadművelet június 24-én a VRS 1. krajinai hadtestének támadásával indult meg. A támadás elsődleges célja az volt, hogy áttörje a HVO és a HV Modriča és Gradačac közötti állásait, és csatlakozzon a kelet-boszniai hadtesthez. A másodlagos cél Derventa és Bosanski Brod felé irányuló támadás volt. Az első célt június 26-án, két napos kemény harc után sikerült elérni. Ezt követően a VRS Modriča felé nyomult, és június 28-án elfoglalta a várost. A másodlagos cél tekintetében, ahol a szerb erők a HVO és a HV jóval merevebb ellenállásával szembesültek, kevés teret nyertek.
Az offenzíva második szakasza július 4-én indult. Ez magában foglalta a VRS előrenyomulásait Derventa, Bosanski Brod és Odžak felé, célja a Száva és ezáltal a horvát határ elérése volt a három várostól északra. Derventát július 4–5-én gyorsan elfoglalták, és a VRS folytatta a HVO és a HV csapatok visszaszorítását. Július 12-én a VRS elfoglalta Odžakot, és két nappal később megérkezett a városhoz közeli folyópartra. Addigra a VRS-csapatok 10-15 kilométert haladtak előre, és Bosanski Brodtól 10 kilométerre álltak. A HVO és a HV által ellenőrzött területet a város körüli hídfőállássá csökkentek.
Augusztusban és szeptemberben a VRS több támadást intézett a bosanski brodi hídfő ellen, kevés sikerrel. Szeptember közepén a HVO és az ARBiH Brčko közelében, keletre megtámadta ugyanazt a kelet-nyugati irányú utat, amelyet a VRS a hadművelettel kívánt biztosítani. Az ellentámadásnak sikerült elfoglalnia az út Orašjétől délre eső szakaszát, a Brčkoi-folyosó keleti végét. A VRS azonban ezt követően gyorsan visszavette az az út feletti irányítást.
Szeptember 27-én a szerb erők újabb támadást indítottak a Bosanski Brod ellen. Az előrenyomulás kezdetben csak mérsékelten volt sikeres, egészen október 4-ig, amikor a VRS újraszervezte erőit, megváltoztatva a hídfő szektorát, amely ellen az 1. krajinai hadtest összpontosult. A lépés megzavarta a HVO és a HV védelmét, és a VRS áttörést ért el, október 6-án elfoglalta Bosanski Brodot. Válaszul a HV és a HVO rendezetten kivonta csapatait és felszerelését, és a város és Bród között a Száván átívelő hidat október 7-én lerombolták.

## Következmények

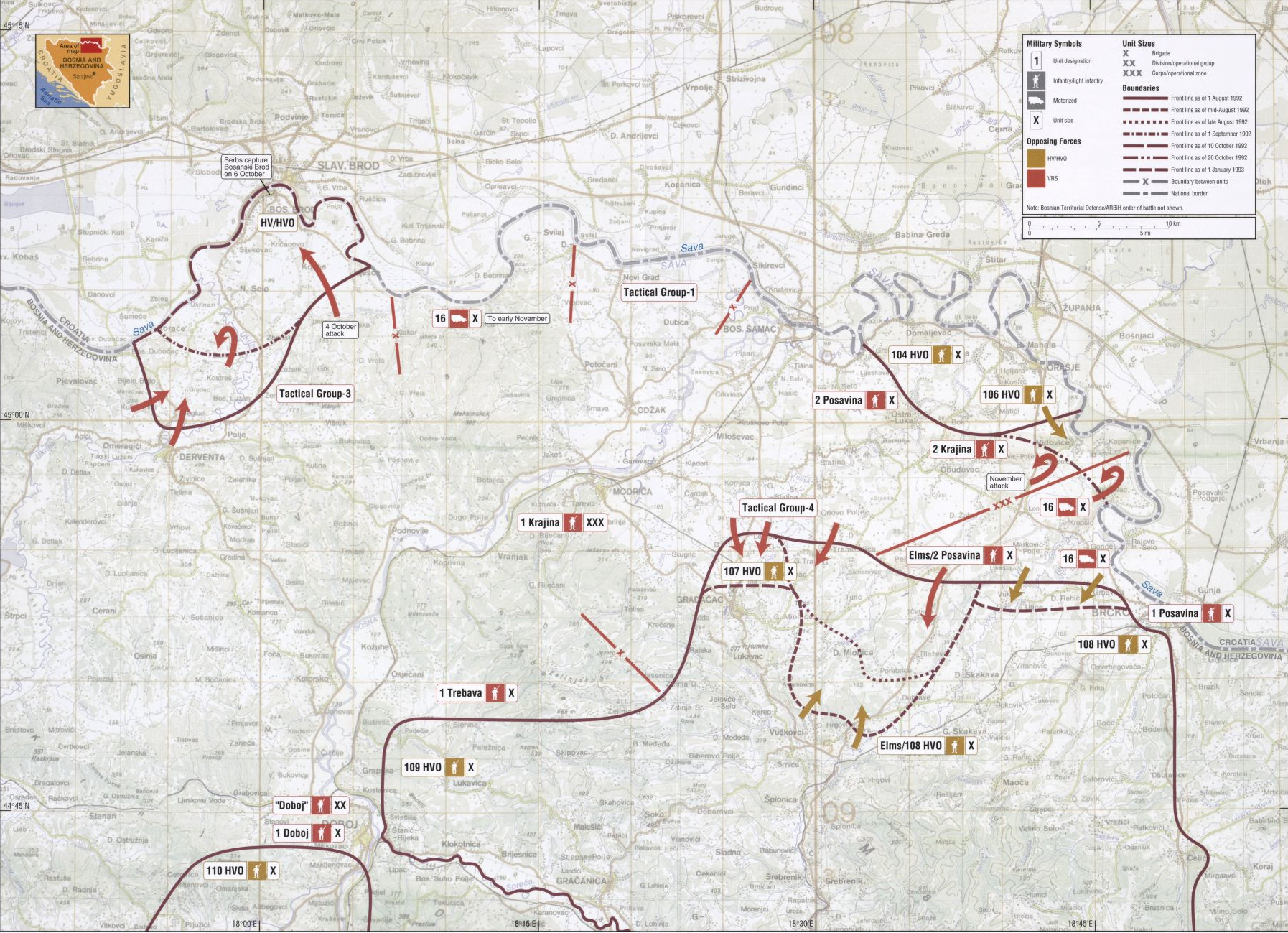
A Korridor '92 hadművelet térképe 1992 augusztus – 1993 január

1992. október közepén és november elején a HVO még kétszer rövid időre elvágta a Brčkoi-folyosót Orašjétől délre. A VRS viszont jelentős offenzívát indított a HVO által birtokolt orašjei hídfő ellen. Némi kezdeti siker után a VRS offenzíva kudarcot vallott, és a HVO visszahelyezte a támadóerőt az előretörés előtti pozícióikba. A Brčkoi-folyosó biztonságának javítása érdekében a VRS 1. Krajinai és a Kelet-Boszniai hadtesteinek egységei Brčkótól délre fordultak, és a HVO és az ARBiH által tartott védelem ellenében 2–3 kilométert haladtak előre. Ez az utolsó lökés a Brčkoi-folyosót a legkeskenyebb pontján 3 kilométerre szélesítette.
A 760 négyzetkilométernyi területet elfoglaló offenzíva során a VRS és szövetségesei 413 katonát és további 1509 sebesültet veszítettek. Zovak szerint a HV 343 halálos áldozatot és 1996 sebesültet, míg a HVO 918 halottat és 4254 sebesültet vesztett a térségben április és október között zajló harcok során. Ugyanebben az időszakban a horvátországi Bród városát a VRS tüzérsége és repülőgépei bombázták. Összesen 11 651 tüzérségi lövedéket és tizennégy 9K52 Luna–M rakétát lőttek ki a városra, valamint a levegőből 130 bombát dobtak le, ami 116 civil halálát okozta.

## Utólagos elemzések
1992. október végén a Horvát Nemzetvédelmi Tanács a Boszniai Szávamente elvesztésével kapcsolatban jelentést készített. Megállapította, hogy a horvát erőknek fontos stratégiai szerepe volt az erős VRS-erők megkötésében, és megakadályozták, hogy azok az ország más részein dúló harcokhoz kapcsolódjanak. A bizottság azonban arra a következtetésre is jutott, hogy a Boszniai Szávamentén nem volt egységes politikai és katonai cél, és a védelmet belső konfliktusok és vádaskodások nehezítették. Megállapította, hogy a parancsnoki lánc nem a szándék szerint működött, időnként az alacsonyabb szintű parancsnokok a magasabb parancsnokság tudta nélkül kaptak utasításokat. A kémelhárító ügynökségeket is bírálták, mivel nem voltak hatékonyak, míg az árulással kapcsolatos pletykák negatívan hatottak a hadsereg moráljára, amiért az „ötödik oszlopot” vádolták. Josip Manolić volt horvát miniszterelnök szerint a jelentés „egyértelműen megállapította Gojko Šušaknak, valamint a helyszínen irányító, önálló katonai és politikai vezetésnek a felelősségét a Posavina elesésében.”

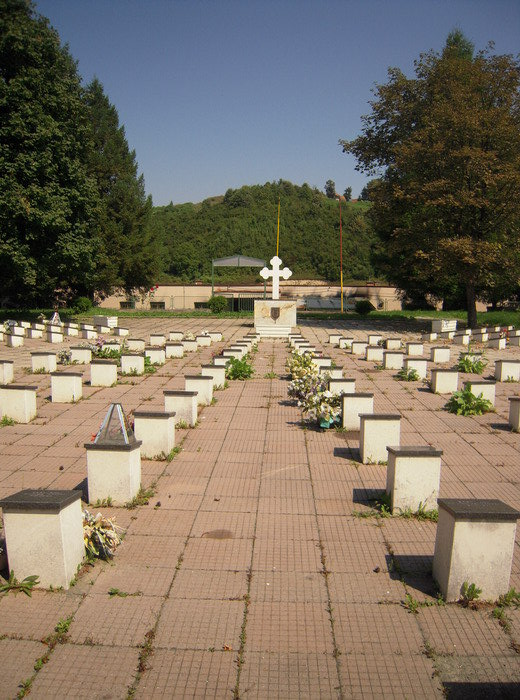
A 2. Krajinai dandár elesett harcosainak temetője Banja Lukán

A hadművelet kimenetele megdöbbentette a horvát területi parancsnokot, és később az okokat illetően találgatásokhoz vezetett. Stipetić vezérőrnagy a 108. gyalogdandárt tette felelőssé a Bosanski Brod hídfő összeomlásáért és a védelem kudarcáért. Arra a következtetésre jutott, hogy a dandárt a bródi polgári hatóságok vonták vissza a csatatérről, és úgy gondolta, hogy a csata kimenetelét előre meghatározta a boszniai szerb és boszniai horvát vezetők, Radovan Karadžić és Mate Boban grazi megállapodása. Karl Gorinšek tábornok, a szomszédos Szlavónia védelméért felelős parancsnok a Posavina elvesztése idején azt mondta, hogy a horvát kormányzat nem mutatott érdeklődést Posavina megvédése iránt, és folyamatosan kapott parancsot, hogy ne kezdeményezze a terület védelmét. Stipetić nézetét a grazi megállapodással kapcsolatban Marko Attila Hoare brit történész is megerősíti, aki azt állítja, hogy a horvátok által a Korridor ’92 hadművelet során átengedett területet Nyugat-Hercegovinára cserélték el. Ezt a nézetet James J. Sadkovich horvát-amerikai történész összeesküvés-elméletnek minősítette. Míg egyes források azt állapították meg, hogy a területet a Dubrovnik közelében fekvő, a JNA által birtokolt Prevlaka-félszigetre cserélték el, a Központi Hírszerző Ügynökség elemzése arra a következtetésre jutott, hogy nincs közvetlen bizonyíték az ilyen megállapodásokra.
Ezzel szemben Davor Marijan horvát történész arra a következtetésre jutott, hogy a csata túl bonyolult volt a HV és különösen az HVO számára. Arra is rámutatott, hogy a HV és a HVO parancsnoki struktúrája nem volt hatékony, kevés intelligenciával rendelkezett, és megjegyezte, hogy nem sikerült időben észlelniük a VRS 16. gépesített és az 1. páncélos dandár jelenlétét. Marijan azt is állítja, hogy a HV nem sokkal a csata előtt szerelt le tíz gyalogosdandárt, és álláspontját támogatja Novica Simić vezérezredes, a VRS 16. gépesített dandár parancsnoka is, amelyet a Krajina hadtestből alakított 1. harcászati csoporthoz rendeltettek, hogy hajtsa végre az offenzívát.

## Törvényszéki eljárások
A volt Jugoszláviával foglalkozó Nemzetközi Törvényszék 2001–2003-ban három boszniai szerb tisztviselő ellen indított eljárást a Bosanski Šamac elfoglalása után elkövetett háborús bűnök miatt. A vádlottak, Blagoje Simić, Miroslav Tadić és Simo Zarić ellen jogellenes letartóztatással, őrizetbe vétellel, veréssel, kínzással, kényszermunkával, kitoloncolással és erőszakos deportálás vádjával indítottak eljárást. Mindhármukat bűnösnek találták, és a fellebbezési eljárás során az ítéleteket helybenhagyták. Simićet 15 év börtönre ítélték, Tadić és Zarić pedig nyolc, illetve hat év börtönt kapott.
2017-ben Azra Basicot 14 év börtönbüntetésre ítélték a hadművelet előtt derventai szerb hadifoglyok ellen elkövetett háborús bűnök miatt.

## Fordítás
- Ez a szócikk részben vagy egészben  az   Operation Corridor 92 című angol Wikipédia-szócikk ezen változatának fordításán alapul.  Az eredeti cikk szerkesztőit annak laptörténete sorolja fel. Ez a jelzés csupán a megfogalmazás eredetét és a szerzői jogokat jelzi, nem szolgál a cikkben szereplő információk forrásmegjelöléseként.